# Música Ficta (Colombia)
Música Ficta es una agrupación de música antigua fundada en Bogotá, Colombia, en 1988. El conjunto está especializado en la interpretación del repertorio iberoamericano y español del Renacimiento y del Barroco. 
Habiéndose presentado en Europa, América, el Lejano Oriente y el Medio Oriente, ha recibido destacadas reseñas de publicaciones como The Washington Post, Goldberg Magazine, Fanfare, AllMusic y Le Monde de la Musique. 
En sus grabaciones, el conjunto ha sacado a luz numerosas obras inéditas o escasamente interpretadas de archivos musicales hispanoamericanos, tales como los de Bogotá, Ciudad de México, Guatemala, Lima y Chiquitos (Bolivia). También ha dado a conocer numerosas obras inéditas de compositores españoles del s. XVII, entre ellos Sebastián Durón, Juan de Navas y José Marín.
Los miembros actuales del conjunto son: Jairo Serrano (tenor, percusión), Carlos Serrano (vientos antiguos), Elisabeth Wright (clavecín), Julián Navarro (guitarra barroca), Bárbara Cerón (arpa barroca), Regina Albanez (tiorba), Edwin García (tiorba) y Andrés Silva (tenor). 

## Discografía
- 1996, p. 2001: "Romances y villancicos de España y del Nuevo Mundo". Éditions Jade n.º 198-142-2 (Francia).
- 1999, p. 2000: "De Antequera sale un moro" - La música de la España cristiana, mora y judía hacia el año de 1492. Éditions Jade n.º 74321-79256-2 (Francia).
- 2003, p. 2006: "Sepan todos que muero" - Música de villanos y cortesanos en el Virreinato del Perú, s. XVII-XVIII  Archivado el 19 de diciembre de 2021 en Wayback Machine.. Centaur Records CRC 2797 (Estados Unidos).
- 2005, p. 2006: "Esa noche yo bailá" - Fiesta y devoción en el Alto Perú del s. XVII . Arts Music n.º 47727-8 (Alemania).
- 2007, p. 2008: "Del mar del alma" - Músicas y letras de la Bogotá colonial (s. XVII-XVIII). Arion ARN68789 (Francia).
- 2010, p. 2011: "Cuando muere el sol" - Tonos humanos y divinos de Sebastián Durón, 1660-1716 . Arion ARN68825 (Francia).
- 2015, p. 2016: "Dos estrellas le siguen" - Xácaras y danzas del siglo XVII en España y América Latina. Centaur Records CRC 3501 (Estados Unidos).
- 2016, p. 2017: "Aves, flores y estrellas" - Tonos y arias de Juan de Navas (1647-1719) . Lindoro NL-3037 (España).
- 2016, p. 2018: "Alado cisne de nieve" - Tonadas y tonos de Juan de Navas (1647-1719) . Etcetera KTC 1609 (Bélgica).
- 2018, p. 2020: "En mi amor tal ausencia" - Amor y desamor en los tonos de José Marín (1618-1699) . Lindoro NL-3046 (España).
- 2018, p. 2021: "Si a la muerte imita el sueño" - Tonos humanos  de José Marín (1618-1699) . Lindoro NL-3053 (España).
- "Alternen las avecillas" - Villancicos y otras obras musicales de la Catedral de Bogotá, s. XVII-XVIII. . Lindoro NL-3073 (España). 2023, p. 2024.

- "Si de la esfera celeste" - El barroco en la Catedral de Bogotá, Colombia. . Lindoro NL-3077 (España). 2023, p. 2025.